# Schwarzhorn (Stubaier Alpen)
Das Schwarzhorn ⓘ ist ein 2812 m ü. A. hoher Berg in den Stubaier Alpen in Tirol.
Der Gipfel des Schwarzhorns bildet den Punkt, an dem das Senderstal, das Fotscher Tal und das Oberbergtal aufeinander treffen. Vom Schwarzhorn führt ein Kamm in nördliche Richtung bis zum Salfeins 2000 m, dieser Kamm trennt das Fotscher Tal im Westen vom Senderstal im Osten. Der Grat vom Schwarzhorn in Richtung Osten trägt die Marchsäule 2598 m und führt zum Sendersjöchl 2477 m, das einen Übergang bildet vom Senderstal im Norden zum Oberbergtal im Süden. In Richtung Südwesten führt ein Grat über die Hohe Schöne zur Wildkopfscharte 2599 m, einem Übergang zwischen dem Fotscher Tal und dem Oberbergtal.
Das Schwarzhorn ist über markierte Routen erreichbar. Ein Steig führt von Westen von der Seealm im Fotscher Tal und zuletzt über den Südwestgrat auf den Gipfel. Ein weiterer markierter Anstieg führt von der Wildkopfscharte über die Hohe Schöne auf das Schwarzhorn, der Weg über den Grat erreicht klettertechnisch stellenweise den II. Grad der UIAA-Skala. Vom Sendersjöchl kann das Schwarzhorn über die Marchsäule laut AV-Führer unschwierig bestiegen werden.